# Heinz Budion
Heinz Budion (* 18. Dezember 1924; † 16. Juni 2017) war ein deutscher Fußballspieler, der als Aktiver von Viktoria Aschaffenburg in der damals erstklassigen Fußball-Oberliga Süd von 1946 bis 1960 insgesamt 259 Ligaspiele absolviert und dabei 56 Tore erzielt hat. Die Aschaffenburger Vereinslegende war als Offensivspieler im WM-System überwiegend am linken Flügel aktiv gewesen und gehörte auch den drei Aufstiegsmannschaften der Unterfranken in die Oberliga in den Jahren 1945/46 (Landesliga), sowie 1950/51 und 1954/55 aus der 2. Liga Süd an. Der Spielmacher am linken Flügel und spätere Ehrenspielführer gehörte von 1945/46 bis 1959/60 ununterbrochen der 1. Mannschaft der Weiß-Blauen aus Mainfranken an und wird bei der Viktoria insgesamt mit 394 Pflichtspielen mit 109 Toren geführt.

## Laufbahn
Als Straßenfußballer holte sich der Knabe die ersten grundlegenden Spielerfahrungen, ehe er sich mit 14 Jahren der Jugendabteilung von Viktoria Aschaffenburg anschloss. Der Zweite Weltkrieg unterbrach die hoffnungsvollen Anfänge im Seniorenbereich und führte das junge Fußballtalent aus „Aschebersch“ am Ende in französische Kriegsgefangenschaft, woraus Budion 1946 entlassen wurde und noch aktiv am Aufstieg am Ende der Saison 1945/46 in die Oberliga Süd mitwirken konnte. Zu einem der Höhepunkte in der Saison 1946/47 in der Oberliga Süd gehörte der 1:0-Heimerfolg am 15. Dezember 1946 gegen den späteren Südmeister 1. FC Nürnberg. Budion erzielte gegen den mit 13 Punkten Vorsprung die Meisterschaft errungenen „Club“ das Siegtor und die Viktoria  erreichte mit dem 15. Rang in der 20er-Liga, den Klassenerhalt. Unerwartet ereilte das Team aus dem westlichen Spessart im zweiten Oberligajahr, 1947/48, mit dem 17. Rang der Abstieg: Unerwartet deshalb, da Ex-Nationalspieler Ernst Lehner aus Augsburg nach Aschaffenburg gewechselt war und trotz seiner 35 Jahre immer noch als Verstärkung für die Mannen um Heinz Budion galt. Da zur nächsten Saison die Liga von 20 auf 16 Vereine reduziert wurde, war der Abstiegskampf hart und mit Fürth, Neckarau, RW Frankfurt, Wacker München und Sportfreunde Stuttgart begleiteten noch weitere fünf Vereine die Aschaffenburger in das Amateurlager.
Budion blieb seiner Viktoria weiterhin treu und erlebte aber, dass die Weiß-Blauen drei Anläufe zur Rückkehr in die Oberliga benötigten. Erst aus dem neuen Unterbau der Oberliga, der 2. Liga Süd, kehrte Aschaffenburg 1950/51 als Vizemeister in die Oberliga Süd zurück. Das Heimspiel am 24. September 1950 gegen Mitaufsteiger und Meister Stuttgarter Kickers gewann die Viktoria mit 3:1 und Budion erzielte dabei alle drei Tore.
In der ersten Oberligasaison nach der Rückkehr, 1951/52, legten Budion und Kollegen die Basis zum Klassenerhalt in den ungeschlagenen Heimspielen, darunter auch drei Remis gegen Meister VfB Stuttgart, Vizemeister 1. FC Nürnberg und Kickers Offenbach auf dem dritten Rang; in allen drei Begegnungen gegen die Meisterschaftsaspiranten ertrotzte sich Aschaffenburg ein 1:1-Remis. Gegen Nürnberg erzielte der torgefährliche linke Flügelstürmer Budion am 11. November 1951 den Ausgleichstreffer, am 27. Januar 1952 gegen Kickers Offenbach sein linker Halbstürmer Hubert Staab und am 3. März 1952 Spielertrainer Lehner gegen den VfB Stuttgart vor 17.000 Zuschauern im Stadion am Schönbusch. In der folgenden Saison 1952/53 kamen die Aschaffenburger wiederum auf 28:32 Punkte und belegten damit den 12. Rang; Budion hatte in 29 Ligaeinsätzen zehn Tore erzielt. Im dritten Jahr nach der Oberligarückkehr lief es aber nicht gut; erstes Opfer wurde Spielertrainer Lehner, welcher am 29. November 1953 entlassen wurde. Geholfen hat es den Weiß-Blauen aber nicht, am Rundenende stieg die Viktoria als Tabellenletzter aus der Oberliga ab.
Unter Lehner-Nachfolger Ludwig Janda erreichte das Budion-Team mit der Vizemeisterschaft 1954/55 in der 2. Liga Süd hinter Meister und Mitaufsteiger München 1860, die sofortige Oberligarückkehr. Der Elan der Aufstiegsrunde mit 113:41 Toren konnte in die Oberliga transportiert werden und in der Saison 1955/56 belegten die Weiß-Blauen um Spielmacher Budion mit dem fünften Rang die beste Platzierung der Vereinsgeschichte in der Oberliga Süd. Budion hatte an der Seite von Rudolf Hoffmann und Hans Neuschäfer 28 Ligaspiele absolviert und dabei acht Tore erzielt.  Gegen den späteren süddeutschen Meister Karlsruher SC (2:2) erzielte Budion in der Rückrunde am 22. Januar 1956 nach einem 0:2-Rückstand in der 60. Minute den Ausgleichstreffer. Im Gegensatz zu den zwei jüngeren Mitspielern Hoffmann und Neuschäfer wurde er von Bundestrainer Sepp Herberger trotz der überraschend guten Rundenleistung nicht in die Nationalmannschaft berufen; es verblieb bei seinen zwei Auswahlberufungen aus dem Jahr 1953 im Vorfeld der Weltmeisterschaft 1954 in der Schweiz: Am 4. Juni in Augsburg führte der Bundestrainer ein Sichtungsspiel zwischen einer DFB-Auswahl und einer süddeutschen Auswahl durch. Beim 5:3-Erfolg von Süddeutschland wurde der linke Flügel von Aschaffenburg mit Budion und Staab in der 46. Minute für Uli Biesinger und Richard Herrmann eingewechselt. Als Budion am 2. September in Reihen einer DFB-Auswahl beim 2:0-Erfolg gegen eine Auswahl der Schweiz aktiv war, zog er sich einen Muskelriss im Oberschenkel zu und war damit für Wochen im Rennen um die Kaderplätze für die Weltmeisterschaft aus dem Rennen.
Einschließlich der Runde 1957/58, Budion hatte in 29 Einsätzen zwei Tore erzielt, gehörte der Spielmacher am linken Flügel der Stammbesetzung der Viktoria in der Oberliga Süd an. Als die Mainfranken 1958/59 mit dem 14. Rang noch knapp vor dem BC Augsburg und SV Waldhof den Klassenerhalt zustande brachten, war der 34-jährige Senior immerhin in noch 18 Verbandsspielen aufgelaufen. Sein letztes Oberligaspiel bestritt die Vereinslegende am 1. November 1959 bei einer 0:2-Auswärtsniederlage gegen die Stuttgarter Kickers. Beide Kontrahenten ereilte am Rundenende der Abstieg in die 2. Liga Süd. Aschaffenburg kam am letzten Rundenspieltag beim unmittelbaren Konkurrenten um den rettenden 14. Rang, Ulm 1846, lediglich zu einem 1:1 und Ulm reichte das Remis um punktgleich mit dem besseren Torverhältnis, die Klasse zu halten.

## Weblink
- Weit mehr als ein „Oldie-Idol“: Viktoria-Ikone Heinz Budion wird 90 – Artikel auf sva01.de

| Personendaten    | Personendaten            |
| ---------------- | ------------------------ |
| NAME             | Budion, Heinz            |
| KURZBESCHREIBUNG | deutscher Fußballspieler |
| GEBURTSDATUM     | 18. Dezember 1924        |
| STERBEDATUM      | 16. Juni 2017            |